# 電子開關

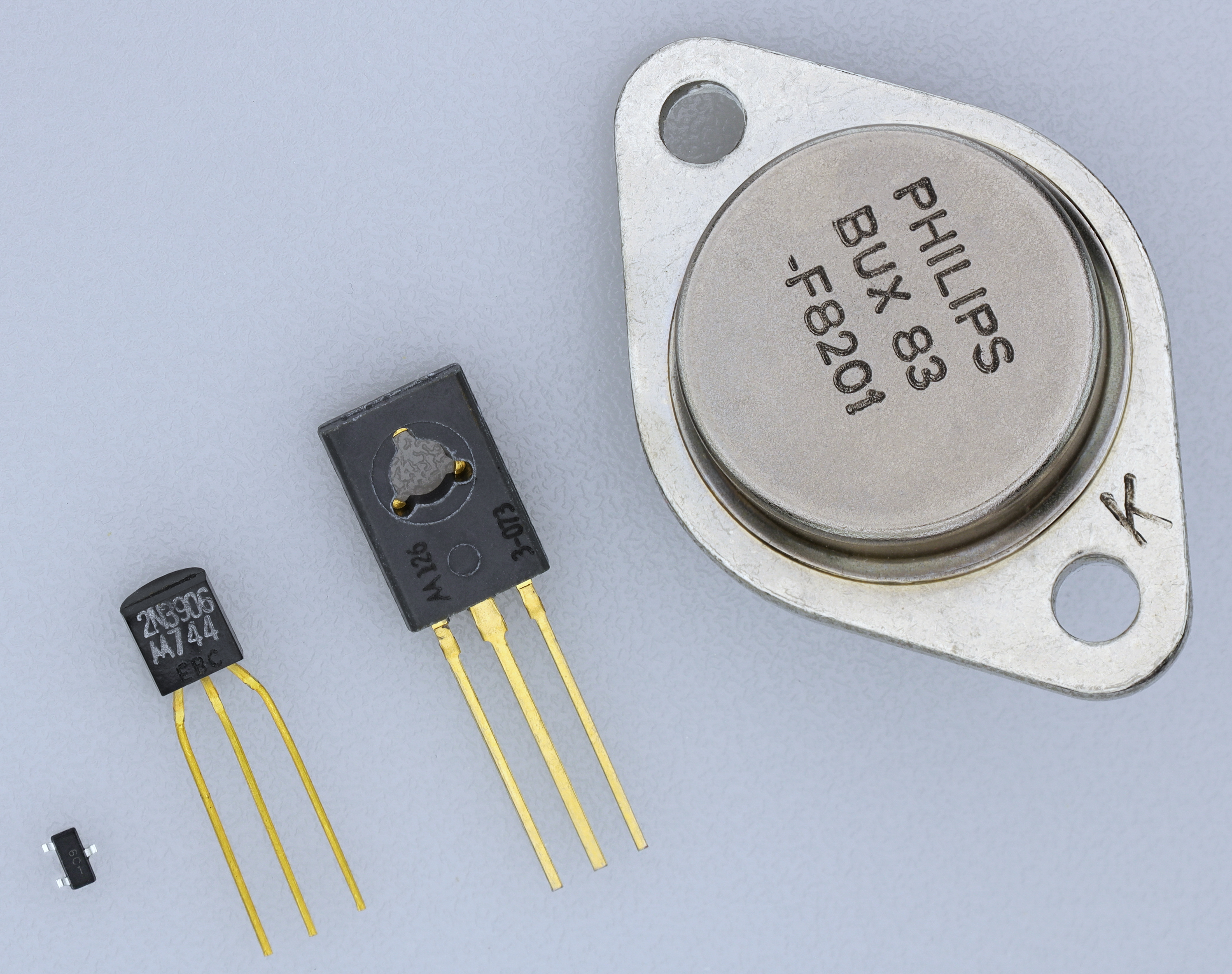
幾個不同大小的電晶體，電晶體就是一種電子開關

电子学中的電子開關是指可以在电路中當作開關使用的電子元件，可以中斷电流，或是讓兩個導體之間形成通路。電子開關一般也是使用電壓或電流來作為開關信號。電子開關也會稱為固態電子開關，以和機械式開關區別。
一般而言，電子開關會使用固态电子器件，像是晶体管，不過在高壓電的應用中，會使用真空管。

## 歷史
許多裝置在概念上會將二個電子元件之間連接或是不連接，因此會將這些元件稱為開關，因為其概念類似機械式的開關。
傳統的繼電器是機電開關，利用電磁鐵控制機械開關裝置。也有利用其他原理運作的開關。例如1971年發明的固態繼電器，是用像是矽控整流器或是双向晶闸管的半導體裝置，可以在沒有可動件的情形下控制電路。
早期的電話系統使用利用電磁原理的Strowger switch來連結打電話的發話方及受話方。後來的电信交换包括了一個或多個交叉开关（Crossbar switch）。因此「開關」一詞用在电信网络中。
「開關」一詞用在許多數位主動元件（例如電晶體）或是邏輯閘上，這些電路的功用是改變其輸出狀態的逻辑电平，或日是連接不同的数字信号電路。
上述用法的共同特點是這些裝置控制的輸出都是二元狀態，例如「開」或「關」、「導通」或「開路」、「連接」或「不連接」、「導通」或「不導通」、「低阻抗」或「高阻抗」等。

## 類型
二極體可以視為開關，順向偏壓時可以導通，逆向偏壓時不導通（高阻抗）。有些特別的二極體（像是肖特基二极管及1N4148）可以快速切換，會稱為「開關二極體」。
真空管可以用在高電壓的應用。
電晶體可以以類似開關的方式來使用。雙極性電晶體（BJT）的飽和區及截止區可以視為是開關的開及關。
在數字電路中最常使用的電子開關是金屬氧化物半導體場效電晶體（MOSFET）。
類比開關用二個MOSFET電晶體以传输门的方式排列，運作類似繼電器，相較於繼電器，有一些優點，也有不少的限制。
電源供應器中的功率半導體元件可以讓電力通過，也可以讓切換電力，類似開關的作用。
類比的霍尔效应传感器再接一個阈值检测器，就是以用磁力運作的開關。
光耦合器利用用電流驅勳LED的光，以及接收光的光電晶體，是有電氣隔離的開關。
絕緣柵雙極晶體管（IGBT）結合了雙極性電晶體及功率MOSFET的優點。
矽控整流器（SCR）可以用在功率電子控制應用中的高速開關。
大部份電子開關會要求開關二端的電壓，某一端需大於另一端，這是單向導通的開關元件。TRIAC類似二個背對背的SCR，是雙向導通的開關元件。
DIAC代表二極體交流（DIode AC）開關。
可關斷晶閘管（GTO）是雙極性切換裝置。
電子開關也可以包括用實體接觸輔助的複雜組態，例如電容式感應的觸控式螢幕。